# Як мотузочок не в'ється
«Як мотузочок не в'ється» (рос. «Как веревочка ни вьется») — російська радянська короткометражна кінокомедія-фейлетон 1961 року кіностудії «Ленфільм».

## Сюжет
Оповідач у стилі пропагандистських телепередач розповідає про райцентр, у господарчій крамниці якого немає мотузки. З цієї причини людям доводиться вигадувати як обходитися без такої буденної речі. Оповідач розповідає про це як стимул до винахідництва.
Тим часом мотузок є вдосталь, але в крамниці вони бувають лише на складі. В мотузяній артілі з тонких мотузок плетуть товсті. А потім розплітають їх назад на тонкі мотузки, звітуючись про постійне перевищення плану виробництва. Таким чином дві артілі (тонкої та товстої мотузки) та крамниця постійно працюють. Коли готовий товар доставляють на склад, його потім забирають на переробку. І так без кінця, поки махінацією не зацікавиться прокурор.